# Аукруг
Аукруг (нем. Aukrug) — община в Германии, в земле Шлезвиг-Гольштейн. 
Входит в состав района Рендсбург-Экернфёрде. Подчиняется управлению Аукруг.  Население составляет 3638 человек (на 31 декабря 2010 года). Занимает площадь 49,9 км².

## Фотографии
- Церковь
- Церковь
- Церковь
- Церковь
- Башня